# Alausí (kanton)
Alausí – kanton w Ekwadorze, w prowincji Chimborazo. Stolicą kantonu jest Alausí.